# Dirk Eberhard Kirst
Dirk Eberhard Kirst (* 16. Juni 1960 in Heidelberg) ist ein deutscher Jurist. Er ist seit Mai 2021 Präsident des Sächsischen Landesarbeitsgerichts. Seit Mai 2022 ist er berufsrichterliches Mitglied des Verfassungsgerichtshofs des Freistaats Sachsen.

## Leben und Wirken
Kirst war nach Abschluss seiner juristischen Ausbildung seit Oktober 1991 als Richter auf Probe beim Kreisgericht Zwickau-Stadt eingesetzt. Nach einer Abordnung an das Arbeitsgericht Kempten war er ab 1992 beim Arbeitsgericht Zwickau tätig. Dort wurde er im November 1994 zum Richter am Arbeitsgericht ernannt. Nach einer Abordnung an das Landesarbeitsgericht 1995 war Kirst zwischen 1996 und 2001 im Staatsministerium der Justiz tätig. Von 2001 bis 2007 war er Direktor des Amtsgerichts Aue, anschließend bis 2012 Direktor des Amtsgerichts Zwickau. Darüber hinaus war er zwischen 2008 und 2012 als Gesamtprojektleiter für die Einführung neuer IT-Verfahren in der Ordentlichen Gerichtsbarkeit verantwortlich. Im Januar 2013 wechselte Kirst als Vizepräsident an das Landgericht Chemnitz. Im Juni 2017 wurde er zum Präsidenten des Landgerichts Zwickau ernannt. Seit dem 1. Mai 2021 ist Kirst Präsident des Sächsischen Landesarbeitsgerichts. Am 4. Mai 2022 wurde er vom Sächsischen Landtag zum berufsrichterlichen Mitglied des Sächsischen Verfassungsgerichtshofs gewählt.